# Katholische Hochschuljugend Österreichs
Die Katholische Hochschuljugend Österreichs (KHJÖ) wurde auf Initiative des Wiener Studentenseelsorgers Karl Strobl unter Beteiligung von Studierenden der Universitäten Graz, Innsbruck, Salzburg und Wien zu Pfingsten 1946 in Salzburg ins Leben gerufen und als studentische Gliederung der Katholischen Aktion positioniert.

## Verein
Der Verein ist eine Gemeinschaft von Studierenden in der katholischen Kirche in Österreich. Sie ist als eigenständiger Verein eingetragen und eine Laienorganisation der katholischen Kirche. Auf internationaler Ebene ist die KHJÖ Mitglied von JECI-MIEC (Internationale junge Katholische Studenten).
Ziel ist es, aufgeschlossen durch das Leben zu gehen und sich kritisch und konstruktiv mit aktuellen Fragen der Gesellschafts-, Bildungs- und Kirchenpolitik auseinanderzusetzen. Als solches sucht sie Konfrontation und Dialog mit der Kirche ebenso wie mit Politik und Medien. In dieser Haltung stellt sie sich den Spannungsfeldern von Wissenschaft und Glauben, Wissen und Gewissen, Kirche und Gesellschaft, Religionen und Frieden, Wirtschaft und Politik, Fortschritt und Verantwortung für die Schöpfung.
Wichtig sind der KHJÖ die Auseinandersetzung mit der Vergangenheit, die Konzentration auf die Gegenwart und der Blick auf die Zukunft. Soziales und politisches Engagement, ein wachsamer Blick darauf, wo Diskriminierung passiert, und das aktive Eintreten dagegen bilden Grundsteine ihres Handelns.
Als studentische Organisation engagiert sich die KHJÖ auch bildungspolitisch. Die Mitglieder der KHJÖ sehen Bildung in ihrer das ganze Menschsein umfassenden Dimension, interdisziplinäres Arbeiten und konstruktive Auseinandersetzung mit wissenschaftlichen Inhalten sind die Basis dafür.
Aktivitäten und Programm der KHJÖ orientieren sich an diesen Voraussetzungen.

## Grundprinzipien
- Die gemeinsame Mitte der Mitglieder der KHJÖ bilden das Evangelium und die Feier der Eucharistie.
- Die Mitglieder der KHJÖ betreiben ihr Studium nicht nur im Eigeninteresse, sondern als Grundlage für die Wahrnehmung sozialer Verantwortung.
- Die Mitglieder der KHJÖ wissen sich mitverantwortlich für religiöse, wissenschaftliche, kulturelle und soziale Bewusstseinsbildung in der Gesellschaft.[5]

## Hochschulorte
An folgenden Hochschulorten gibt es derzeit aktive KHJÖ-Gruppierungen:
- Graz
- Innsbruck
- Leoben
- Linz
- Salzburg
- Wien

Außer in Wien kooperieren die KHJÖ-Gruppierungen eng mit den katholischen Hochschulgemeinden der jeweiligen Universitätsstandorte und bilden in den meisten Fällen de facto auch deren aktiven, verbindlichen Kern. Die KHJÖ erweist sich auf diese Weise auch als verbindendes Element zwischen den Katholischen Hochschulgemeinden Österreichs. Außerdem sucht und unterhält die KHJÖ Kontakte zu christlichen Studierendenorganisationen mit ähnlichem Profil im Ausland, insbesondere in osteuropäischen Ländern.